# Monk Montgomery
William Howard Montgomery, detto Monk (Indianapolis, 10 ottobre 1921 – Las Vegas, 20 maggio 1982), è stato un bassista statunitense di musica jazz.
Pioniere del basso elettrico nell'orchestra di Lionel Hampton dal 1951, Monk Montgomery è stato probabilmente il primo bassista a registrare con questo strumento nel 1953, con il trombettista Art Farmer.

## Biografia
Nato a Indianapolis, Indiana, in una famiglia di musicisti, (era il fratello maggiore del chitarrista Wes Montgomery e del pianista e vibrafonista Buddy Montgomery) Monk cominciò a suonare il basso professionalmente all'inizio degli anni 50, quando aveva trentanni. I tre fratelli Montgomery realizzarono diversi album insieme,  con il nome Montgomery Brothers, collaborando in più occasioni con noti jazzisti del periodo, come il pianista George Shearing, e suonando anche in alcuni album accreditati a Wes. Buddy e Monk registraruno numerosi dischi con la loro formazione The Mastersounds.
Nel 1951 entrò a far parte della big band di Lionel Hampton in sostituzione di Roy Johnson, e vi rimase fino al 1953. Dal 1955 al 1956 collaborò con il Quintetto Montgomery-Johnson di Indianapolis, insieme ai due fratelli di quest'ultimo, il sassofonista Alonzo Johnson e il batterista Robert Johnson, per poi trasferirsi a Seattle con il fratello Buddy fondando, come già ricordato, The Mastersounds, un quartetto che raggiunse una certa popolarità alla fine del decennio. Già negli anni 60 Monk si dedicò al lavoro di studio, collaborando con i fratelli e, più regolarmente, con il vibrafonista Cal Tjader. Nel 1970 si stabilì definitivamente a Las Vegas, dove mantenne una solida attività negli ambienti jazz locali fino alla sua morte, avvenuta il 20 maggio 1982.

## Il Fender Precision Bass
Quando debuttò nell'orchestra di Hampton, Montgomery iniziò a utilizzare uno dei primi modelli del nuovo basso Fender Precision, ideato e fabbricato dallo stesso Leo Fender. Nel 1952 lo strumento, che al suo apparire era stato accolto da molti con riluttanza (la sostituzione nella musica jazz del contrabbasso con il basso elettrico fu considerata dai puristi un'innovazione quasi blasfema) venne al contrario definito dal critico di jazz Leonard Feather "a sensational instrumental innovation” (un'eccezionale innovazione strumentale).

## Discografia parziale

### Come leader
- 1969 - It's Never Too Late
- 1971 - Bass Odyssey
- 1974 - Reality
- 1975 - Monk Montgomery in Africa...Live!

Con The Montgomery Brothers
- 1955 - Almost Forgotten
- 1957 - The Montgomery Brothers and Five Others
- 1961 - Groove Yard
- 1961 - The Montgomery Brothers
- 1961 - The Montgomery Brothers in Canada
- 1961 - Love Walked In
- 1961 - Wes, Buddy and Monk Montgomery
- 1961 - George Shearing and the Montgomery Brothers

Con The Mastersounds
- 1957 - Jazz Showcase
- 1957 - The King and I
- 1958 - Kismet (The Mastersounds album)
- 1958 - Flower Drum Song
- 1959 - Ballads & Blues (The Mastersounds album)
- 1959 - The Mastersounds in Concert
- 1959 - Happy Holidays from Many Lands
- 1960 - The Mastersounds Play Horace Silver
- 1961 - Swinging with the Mastersounds
- 1961 - The Mastersounds on Tour
- 1961 - A Date with The Mastersounds

Con Buddy Montgomery
- 1968 - The Two-Sided Album
- 1969 - This Rather Than That

Con Wes Montgomery
- 1958 - Far Wes
- 1958-59 - Echoes of Indiana Avenue
- 1961 - Complete Live at Jorgies

### Come sideman
- 1953 - Lionel Hampton – The European Tour of Lionel Hampton and His Orchestra: The Recorded Concerts
- 1954 - Art Farmer – The Art Farmer Septet
- 1956 - Jerry Coker – Modern Music from Indiana University
- 1959 - Jon Hendricks – A Good Git-Together
- 1963 - Johnny Griffin – Do Nothing 'til You Hear from Me
  - Stoccolma, Swezia, 14 settembre 1953 European Concert 1953
  - Basilea, Svizzera, 25 settembre 1953, European Tour 1953
  - Parigi, Francia, 28 settembre 1953, The Complete Paris Session 1953
  - Berlino, Germania, 4 ottobre 1953
- 1964 - Hampton Hawes – The Green Leaves of Summer
- 1964 - The Jazz Crusaders – Stretchin' Out
- 1965 - The Jazz Crusaders – The Thing
- 1968 - Eddie Harris – Silver Cycles
- 1970 - Hugh Masekela – Reconstruction
- 1975 - Kenny Burrell – Ellington Is Forever Volume Two